# فهرست آثار ملی شهرستان مسجدسلیمان
شهرستان مسجدسلیمان یکی از شهرستان‌های استان خوزستان است و مرکز این شهرستان، شهر مسجدسلیمان است. مسجدسلیمان در زمان صفویه مخصوصاً دوره شاه تهماسب اول، بقعه هفت شهیدان که از فرزندان موسی کاظم می‌باشند، ساخته شد و تولیت این بقعه و مالکیت زمین‌های مسجدسلیمان امروزی که اراضی قیلارستان (یا قیرلارستان) نامیده می‌شد در اختیار خاندان سادات قیری که از مبلغان مذهبی شهر شوشتر بودند قرار گرفت.

## آثار ثبت‌شده
| ردیف | نام اثر                                    | نگاره | دیرینگی                             | موقعیت | شمارهٔ ثبت | تاریخ ثبت  | منبع  |
| ---- | ------------------------------------------ | ----- | ----------------------------------- | --- | --------- | ---------- | ----- |
| ۱    | آتشکده                                     |       | اشکانی (پارت) ـ ساسانی              | میدان نفتون ۳۱°۵۹′۱٫۰″ شمالی ۴۹°۱۶′۵۳٫۶″ شرقی / ۳۱٫۹۸۳۶۱۱°شمالی ۴۹٫۲۸۱۵۵۶°شرقی                                  | ۳۰۰       | ۱۳۱۶/۰۹/۲۹ | [ ۳ ] |
| ۲    | معبد بردنشانده                             |       | اشکانی (پارت)                       | ۱۶ کیلومتری مسجد سلیمان جاده سد شهید عباسپور ۳۲°۲′۲۲٫۲″ شمالی ۴۹°۱۹′۲۷٫۳″ شرقی / ۳۲٫۰۳۹۵۰۰°شمالی ۴۹٫۳۲۴۲۵۰°شرقی | ۳۷۲       | ۱۳۲۷/۱۲/۰۲ | [ ۴ ] |
| ۳    | روستای تاریخی بتوند                        |       | از قبل از ساسانیان                  | ۲۰ کیلومتری مسجد سلیمان جاده اهواز مسجدسلیمان                                                                   | ۳۷۲       | ۱۳۹۹/۴/۲۰  |       |
| ۴    | تپه باستانی کلگه                           |       | پیش از تاریخ (قرن دوم بیش از میلاد) | مرکز شهر، چهارراه بهره‌برداری، اداره میراث فرهنگی مسجد سلیمان                                                    | ۱۷۰۸      | ۱۳۶۴/۱۲/۱۸ |       |
| ۵    | چهارطاقی سیم بند                           |       | احتمالاٌ ساسانی ـ صدر اسلام          | بعد از طی ۵۰ کیلومتر در مسیر جاده مسجد سلیم                                                                     | ۲۲۹۲      | ۱۳۷۸/۰۱/۰۹ |       |
| ۶    | بقعه، قدمگاه شاه قطب الدین/ امامزاده عبدال |       | تیموریان                            | بین منطقه اندیکاوشیمباز                                                                                         | ۲۶۱۲      | ۱۳۷۸/۱۲/۲۵ |       |
| ۷    | چاه نمره یک                                |       | قاجاریه                             | شهرستان مسجد سلیمان نزدیک اداره میراث فرهنگی                                                                    | ۳۶۰۹      | ۱۳۷۹/۱۲/۲۵ |       |
| ۸    | بقعه خضر زنده و قبرستان پیرامون آن         |       | صفویه                               | ۱۵ کیلومتری شمال شهر لالی                                                                                       | ۴۶۸۴      | ۱۳۸۰/۱۰/۱۱ |       |
| ۹    | آرامگاه شاه ابوالقاسم                      |       | قاجاریه (۱۲۲۳ ه‍.ش)                   | ۲۳ کیلومتری شهر لالی، شاه آباد سادات                                                                            | ۴۶۸۵      | ۱۳۸۰/۱۰/۱۱ |       |
| ۱۰   | قلعه‌میدان                                  |       | اتابکان                             | شهرستان مسجد سلیمان، ۱۶ کیلومتری شهر لالی، ۵۰۰ متری بقعه خضر زند ه                                              | ۴۶۸۶      | ۱۳۸۰/۱۰/۱۱ |       |
| ۱۱   | قلعه صلواتی                                |       | ایلخانیان                           | استان خوزستان، شهرستان مسجد سلیمان، شمال غربی شهر لالی                                                          | ۴۶۸۷      | ۱۳۸۰/۱۰/۱۱ |       |
| ۱۲   | قلعه اره تی (هره تی)                       |       | ایلخانیان                           | استان خوزستان، شهرستان مسجد سلیمان، بخش لالی                                                                    | ۴۶۸۸      | ۱۳۸۰/۱۰/۱۱ |       |
| ۱۳   | امامزاده برکه و گورستان مجاور آن           |       | صفویه                               | ۵ کیلومتری بعد از لالی، روستای شاه آباد سادات                                                                   | ۴۶۸۹      | ۱۳۸۰/۱۰/۱۱ |       |
| ۱۴   | شهر قدیمی چال شهر گریوه                    |       | قرن ۷ ق                             | شهرستان مسجد سلیمان، بخش لالی، روستای‌هارکله                                                                     | ۷۹۲۷      | ۱۳۸۱/۱۲/۱۷ |       |
| ۱۵   | قلعه مش مرداسی                             |       | قاجاریه                             | شهرستان مسجد سلیمان، دو کیلومتری شمال شرقی شهر لالی                                                             | ۹۹۶۲      | ۱۳۸۲/۰۶/۲۳ |       |
| ۱۶   | محوطه تاریخی کارخانه سیمان                 |       | تاریخی ـ اسلامی                     | جاده مسجد سلیمان به هفتگل (کیلومتر ۵۵) روستای گل گیر، کارخانه سیمان                                             | ۹۹۶۳      | ۱۳۸۲/۰۶/۲۳ |       |
| ۱۷   | عمارت تاریخی بنه‌وار                        |       | اتابکان                             | شهرستان مسجد سلیمان، بخش لالی، روستای بنه وار، نزدیکیهای تنگ بابا احمد                                          | ۹۹۶۴      | ۱۳۸۲/۰۶/۲۳ |       |
| ۱۸   | پل‌های آبشور                                |       | ساسانی ـ اسلامی                     | مسجدسلیمان، بخش اندیکا، ۹ک م غرب شهر لایی، روستای جلودار، رودخانه آبشور                                         | ۱۱۹۵۵     | ۱۳۸۴/۰۴/۰۵ |       |
| ۱۹   | پل آلی کون                                 |       | صفویه ـ قاجاریه                     | شهرستان مسجد سلیمان، بخش اندیکا، غرب روستای چلوار، رودخانه آلی کون                                              | ۱۱۹۵۶     | ۱۳۸۴/۰۴/۰۵ |       |
| ۲۰   | پل نمره یک                                 |       | دوره پهلوی                          | مسجد سلیمان، فاصله ۵۰م میدان نمره یک، مجاورمسجد جامع نمره یک                                                    | ۱۱۹۵۷     | ۱۳۸۴/۰۴/۰۵ |       |
| ۲۱   | بیمارستان امام خمینی                       |       | اواخر قاجاریه                       | شهر مسجد سلیمان، داخل محدوده شهری محله کلگه، خیابان آزادی، نبش میدان امام خمینی                                 | ۲۳۷۷۱     | ۱۳۸۷/۰۸/۲۵ |       |
| ۲۲   | نقش‌برجسته موری                             |       | تاریخی                              | شهرستان مسجد سلیمان، بخش اندیکا، دهستان چلو، ۱/۷ کیلومتری شرق روستای موری                                       | ۲۳۷۷۲     | ۱۳۸۷/۰۸/۲۵ |       |
| ۲۳   | محوطه ده گه چلوار                          |       | قرون میانه اسلامی                   | شهرستان مسجد سلیمان، بخش اندیکا، دهستان شلال و دشت گل، ۳۰۰ م شمال روستای چلوار                                  | ۲۳۷۷۳     | ۱۳۸۷/۰۸/۲۵ |       |
| ۲۴   | محوطه دره شیران                            |       | تاریخی                              | شهرستان مسجد سلیمان، بخش اندیکا، دهستان للر کتک، ۶ کیلومتری شمال غربی روستای ده ماه بنی                         | ۲۳۷۷۴     | ۱۳۸۷/۰۸/۲۵ |       |
| ۲۵   | قلعه دلی محمد حسین خان                     |       | صفویه ـ قاجاریه                     | شهرستان مسجد سلیمان، بخش اندیکا، دهستان قلعه خواجه، ۴۰۰ م غرب روستای دلی محمد حسین خان                          | ۲۳۷۷۵     | ۱۳۸۷/۰۸/۲۵ |       |
| ۲۶   | محوطه شولو                                 |       | اشکانی ـ قرون میانه اسلامی          | شهرستان مسجد سلیمان، بخش اندیکا، دهستان چلو، ۳۰۰ م شمال روستای سرباز                                            | ۲۳۷۷۶     | ۱۳۸۷/۰۸/۲۵ |       |
| ۲۷   | مسجد تمبی                                  |       | اواخر قاجاریه ـ اوایل پهلوی اول     | ۲ کیلومتری جنوب غربی شهر مسجد سلیمان، محله (روستایی) تمبی                                                       | ۲۳۷۸۳     | ۱۳۸۷/۰۸/۲۵ |       |
| ۲۸   | زورخانه مسجدسلیمان                         |       | پهلوی                               | داخل محدوده شهری مسجد سلیمان، جنوب میدان انقلاب (میدان مرکزی شهر) خیابان آزادی                                  | ۲۳۷۸۴     | ۱۳۸۷/۰۸/۲۵ |       |
| ۲۹   | نقش‌برجسته بردبت                            |       | تاریخی                              | شهرستان مسجد سلیمان، بخش اندیکا، دهستان قره خواجه، ۶ کیلومتری جنوب غرب روستای سوزتینا                           | ۲۵۹۶۳     | ۱۳۸۷/۱۲/۲۶ |       |
| ۳۰   | محوطه چال شیخ احمد                         |       | قرون میانه و متاخر اسلامی           | شهرستان مسجد سلیمان، بخش اندیکا، دهستان کوشک، ۴۰۰ م غرب روستای چال شیخ احمد                                     | ۲۵۹۶۵     | ۱۳۸۷/۱۲/۲۶ |       |
| ۳۱   | محوطه چنگا                                 |       | قرون میانه اسلامی                   | شهرستان مسجد سلیمان، بخش اندیکا، دهستان للر کتک، ۱/۵ کیلومتری شمال غرب روستای کتک بزرگ                          | ۲۵۹۶۶     | ۱۳۸۷/۱۲/۲۶ |       |
| ۳۲   | محوطه بنه حیدر                             |       | اشکانی ـ قرون میانه اسلامی          | شهرستان مسجد سلیمان، بخش اندیکا، دهستان قلعه خواجه، دو کیلومتری جنوب روستای گلالک                               | ۲۵۹۶۷     | ۱۳۸۷/۱۲/۲۶ |       |
| ۳۳   | بردگوری دو چال منار                        |       | تاریخی                              | شهرستان مسجد سلیمان، بخش اندیکا، دهستان للر و تک، ۲۵۰ م شمال شرق روستای چال منار                                | ۲۵۹۶۸     | ۱۳۸۷/۱۲/۲۶ |       |
| ۳۴   | قلعه خانی                                  |       | قاجار                               | داخل محدوده شهری مسجد سلیمان، محله چهاربیشه، خیابان آیت الله غفاری                                              | ۲۵۹۷۰     | ۱۳۸۷/۱۲/۲۶ |       |
| ۳۵   | بازار تمبی                                 |       | قاجاریه                             | شهرستان مسجد سلیمان، بخش مرکزی، دهستان جهانگیری، روستای تمبی                                                    | ۲۵۹۷۶     | ۱۳۸۷/۱۲/۲۶ |       |
| ۳۶   | بردگوری یک چال منار                        |       | تاریخی                              | شهرستان مسجد سلیمان، بخش اندیکا، دهستان للروکتک، ۶۰۰ م شمال روستای چال منار                                     | ۲۵۹۸۰     | ۱۳۸۷/۱۲/۲۶ |       |
| ۳۷   | بردگوری یک چال سنگها                       |       | تاریخی                              | شهرستان مسجد سلیمان، بخش اندیکا، دهستان للروکتک، ۸ کیلومتری جنوب شرق روستای کتک                                 | ۲۵۹۸۱     | ۱۳۸۷/۱۲/۲۶ |       |
| ۳۸   | بردگوری چال دیره                           |       | تاریخی                              | شهرستان مسجد سلیمان، بخش اندیکا، دهستان للروکتک، ۶ کیلومتری جنوب شرق روستای کتک                                 | ۲۵۹۸۲     | ۱۳۸۷/۱۲/۲۶ |       |
| ۳۹   | بردگوری امیرالمؤمنین                       |       | تاریخی                              | شهرستان مسجد سلیمان، بخش اندیکا، دهستان آبژدان، ۱۵۰ م جنوب شرق روستای امیرالمؤمنین                              | ۲۵۹۸۸     | ۱۳۸۷/۱۲/۲۶ |       |
| ۴۰   | نقش‌برجسته تنگ بتان                         |       | تاریخی                              | شهرستان مسجد سلیمان، بخش اندیکا، دهستان للر وکتک، ۱ک م جنوب روستای مورت پادلا                                   | ۲۵۹۸۹     | ۱۳۸۷/۱۲/۲۶ |       |
| ۴۱   | محوطه چال دیره                             |       | هخامنشی ـ قرون میانه و متاخر اسلامی | شهرستان مسجد سلیمان، بخش اندیکا، دهستان للر کتک، ۶ کیلومتری جنوب شرقی روستای کتک                                | ۲۵۹۹۰     | ۱۳۸۷/۱۲/۲۶ |       |
| ۴۲   | بردگوری موری                               |       | تاریخی                              | شهرستان مسجد سلیمان، بخش اندیکا، دهستان چلو، ۱/۵ کیلومتری شرق روستای موری                                       | ۲۵۹۹۱     | ۱۳۸۷/۱۲/۲۶ |       |
| ۴۳   | محوطه ده کیدیده                            |       | قرون اولیه و میانه اسلامی           | شهرستان مسجد سلیمان، بخش اندیکا، دهستان للرکت، یک کیلومتری جنوب غرب روستای کتک                                  | ۲۵۹۹۲     | ۱۳۸۷/۱۲/۲۶ |       |
| ۴۴   | تپه قلعه کهنه                              |       | قرون متاخراسلامی                    | شهرستان مسجد سلیمان، بخش اندیکا، دهستان چلو، شمال روستای سربازار                                                | ۲۵۹۹۳     | ۱۳۸۷/۱۲/۲۶ |       |
| ۴۵   | بردگوری دو سوسن و سرخاب                    |       | تاریخی                              | شهرستان مسجد سلیمان، بخش اندیکا، دهستان چلو، ۱/۲ کیلومتری جنوب غرب روستای سربازار                               | ۲۵۹۹۴     | ۱۳۸۷/۱۲/۲۶ |       |
| ۴۶   | بردگوری‌های باغات کتک                       |       | تاریخی                              | شهرستان مسجد سلیمان، بخش اندیکا، دهستان للر و کتک، دو کیلومتری شمال غربی روستای کتک، در دامنه کوه               | ۲۵۹۹۵     | ۱۳۸۷/۱۲/۲۶ |       |
| ۴۷   | کارخانه تقطیر بی بی یان                    |       | دوره پهلوی                          | شهرستان مسجدسلیمان، محله بی بی یان                                                                              | ۳۱۷۲۵     | ۱۳۹۶/۰۳/۰۱ | [ ۵ ] |
| ۴۸   | پالایشگاه و کارخانه گوگردسازی بی بی یان    |       | دوره پهلوی                          | شهرستان مسجدسلیمان،محله بی بی یان                                                                               | ۳۱۷۲۴     | ۱۳۹۶/۰۳/۰۱ |       |
| ۴۹   | مجموعه آسیاب های تمبی                      |       | قاجاریه                             | شهرستان مسجد سلیمان، بخش مرکزی، دهستان جهانگیری، روستای تمبی                                                    | ۳۲۰۳۸     | ۱۳۹۷/۱۲/۲۶ |       |
| ۵۰   | کارخانه برق تمبی                           |       | دوره پهلوی                          | شهرستان مسجد سلیمان، بخش مرکزی، دهستان جهانگیری، روستای تمبی                                                    | ۳۱۷۲۱     | ۱۳۹۶/۰۳/۰۱ |       |
| ۵۱   | بنگله ۹۶ مسجدسلیمان                        |       | دوره پهلوی                          | شهرستان مسجدسلیمان ، محله ی انبار خوراکی                                                                        | ۳۲۷۲۵     | ۱۳۹۸/۰۷/۲۱ |       |
| ۵۲   | باشگاه ایران مسجدسلیمان                    |       | دوره پهلوی                          | شهرستان مسجدسلیمان ، محله ی چهار بیشه                                                                           | ۳۲۷۲۴     | ۱۳۹۸/۰۷/۲۱ |       |
| ۵۳   | پل تاریخی بتوند                            |       | قاجاریه                             | شهرستان مسجدسلیمان ، روستای بتوند                                                                               | ۳۲۰۴۹     | ۱۳۹۷/۰۵/۰۹ |       |